# Pudeldame
Pudeldame ist eine 2016 gegründete deutsche Electropop-Band aus Lübeck. Die Band steht seit 2019 bei Bauturm Records unter Vertrag, zuvor veröffentlichte sie unter eigenem Namen.

## Geschichte
Die Bandmitglieder Jonas Nay, David Grabowski und Jon Ander Klein lernten sich bereits zu Schulzeiten kennen, wo sie sich gemeinsam in einer Big Band und an weiteren musikalischen Projekten beteiligten. Sie besuchten das Johanneum zu Lübeck, ein Gymnasium mit Musikzweig.
Im Januar 2013 entstand mit Blumenthal die vierköpfige Formation Northern Lights. Das Album Landed erschien im September 2014. 2015 folgte die deutschsprachige EP Pulsar mit den Singles Sie hält dich wach und Der Erbe.
2016 erfolgte die Umbenennung der Band in Pudeldame, um sich musikalisch weiterzuentwickeln sowie in Suchmaschinen leichter gefunden zu werden. Pulsar wurde 2017 unter dem Namen Pudeldame erneut veröffentlicht. Bauckholt, der aus Göttingen stammt, stieß 2017 dazu, nachdem Blumenthal die Band verlassen hatte.
Alle Mitglieder der Band haben an der Musikhochschule Pop oder Jazz studiert. Nay und Klein studierten an der Musikhochschule Lübeck, Grabowski und Bauckholt an der Hochschule für Musik und Theater Hamburg.
2019 veröffentlichte die Band mit Egalität die erste Single-Auskopplung aus ihrem Debütalbum Kinder ohne Freunde. 2020 folgten die Singles Motototo, Sécurité, Zampano, Berlin Midde und Herz bricht, die ebenfalls auf Kinder ohne Freunde zu finden sind. Im Musikvideo zu Herz bricht ist außerdem Jessica Rusch zu sehen, mit der Nay bereits im Kindesalter für 4 gegen Z vor der Kamera stand.
Von November 2020 bis März 2021 fungierte die Band als musikalische Unterstützung der Late-Night-Show Late Night Alter. Im Februar 2021 erfolgte die Veröffentlichung der Single Schön. Im März 2021 veröffentlichte die Band die Single Kinder ohne Freunde sowie das gleichnamige Studioalbum, das bei Tinseltown in Köln produziert wurde. Im Oktober und November desselben Jahres fand die dazugehörige Tour durch Deutschland statt.
Im Oktober 2021 erschien die Single Ich Ich Ich. Diese sowie der Song Premium sind Teil des Soundtracks des Netflix-Films Du Sie Er & Wir (2021), in dem Nay als Schauspieler zu sehen ist und für welchen Nay und Grabowski Songs komponierten. Im Januar 2022 erschien der Song Böse Augen. Im Februar folgte die Single Sorry Ja aus der im Mai erschienenen gleichnamigen EP. Die dazugehörige Tour fand ebenfalls im Mai statt. Die Singles Luftmatratze und Warteschleife wurden im April veröffentlicht.
Im Mai 2023 erfolgte die Veröffentlichung der Single Come on Humanity, im Oktober 2023 die des gleichnamigen Albums. Eine Tournee unter demselben Namen fand im November 2023 statt.

## Diskografie

### EPs und Alben
- 2015: Landed (als Northern Lights)
- 2015: Pulsar – EP (als Northern Lights)
- 2017: Pulsar – EP
- 2021: Kinder ohne Freunde
- 2022: Sorry Ja – EP
- 2023: Come on Humanity

### Singles
- 2015: Sie hält dich wach (als Northern Lights)
- 2016: Der Erbe
- 2019: Egalität
- 2020: Motototo
- 2020: Sécurité
- 2020: Zampano
- 2020: Berlin Midde
- 2020: Herz bricht
- 2021: Schön
- 2021: Kinder ohne Freunde
- 2021: Revolution
- 2021: Ich Ich Ich
- 2022: Böse Augen
- 2022: Sorry Ja
- 2022: Luftmatratze
- 2022: Warteschleife
- 2022: PVC
- 2023: Come on Humanity
- 2023: Die Fliege
- 2023: Pretty Privilege
- 2023: Algorhythmo

## Tourneen
- 2021: Kinder ohne Freunde
- 2022: Sorry Ja
- 2023: Come on Humanity